# Họ Hương thiến
Họ Hương thiến (danh pháp khoa học: Carlemanniaceae) là một họ nhỏ trong thực vật có hoa, chứa khoảng 5 loài cây thân thảo và cây bụi nhỏ sống lâu năm trong 2 chi, tại vùng nhiệt đới Đông Á và Đông Nam Á, chủ yếu tại sườn nam dãy núi Himalaya và phía tây và nam cao nguyên Vân Nam. Các phân loại cũ hơn đặt 2 chi này (Carlemannia và Silvianthus) trong họ Kim ngân (Caprifoliaceae) hay họ Thiến thảo (Rubiaceae). Phân loại năm 2003 của Angiosperm Phylogeny Group đặt nhóm này trong bộ Hoa môi (Lamiales), như là một họ có quan hệ gần với họ Ô liu (Oleaceae) hơn là với họ Caprifoliaceae.

## Đặc trưng
Lá mọc đối, mép lá có khía răng cưa. Thiếu lá kèm nhưng các cuống lá đối diện được nối với nhau bằng một đường nổi dọc theo thân cây. Các đốt hơi phồng. Hoa mọc thành cụm dạng xim ở đầu cành hay nách lá. Hoa lưỡng tính, 4 hay 5 cánh hoa, 2 nhị và bầu nhụy hạ có 2 lá noãn, chứa nhiều noãn. Quả nang nứt ra khi chín, chứa nhiều (50-100) hạt. Các đặc trưng như giải phẫu thân cây, 2 nhị với các bao phấn chụm, 2 lá noãn chứa nhiều noãn là các đặc trưng loại chúng ra khỏi họ Caprifoliaceae. Các lá có khía răng cưa, thiếu lá kèm, khí khổng với các tế bào phụ trợ biểu bì bao quanh các tế bào bảo vệ biểu bì không khác biệt về hình thái với các tế bào biểu bì khác, không có các tinh thể dạng kim chứa oxalat calci hay cacbonat calci trong một số tế bào chuyên biệt là các đặc trưng loại nó ra khỏi họ Rubiaceae.

## Các chi
- Carlemannia: Hương thiến
- Silvianthus (bao gồm cả Quiducia): Tri chu hoa